# Luke Pritchard
Pour les articles homonymes, voir Pritchard.
Luke Pritchard, né le 2 mars 1985, est un musicien britannique. Il est chanteur et guitariste du groupe The Kooks originaire de Brighton.

## Enfance et débuts
Luke est né à Forest Hill[réf. nécessaire], un district du Sud de Londres. Il a perdu son père, le musicien Bob Pritchard, étant encore très jeune. C'est peut-être grâce à la grosse collection musicale de sa famille amassée par son père notamment, que le jeune Luke a eu l'envie d'être musicien à son tour. Il grandit à Clapham et part étudier au Brighton Institute of Modern Music, une école de musique où les membres des Kooks vont se rencontrer et former un groupe en 2003. Durant ses études il est par ailleurs sorti avec la chanteuse Katie Melua. Le premier album de The Kooks, Inside In/Inside Out, ferait allusion à l'histoire d'amour du jeune Luke. Il est aussi connu pour sa brève liaison avec l'actrice Mischa Barton. Il épouse à Londres en 2019 la musicienne et chanteuse anglaise Ellie Rose.

## Instruments
Luke joue généralement avec une James Trussart Deluxe Steelcaster ou une Fender Telecaster branchée sur un Fender Hot Rod Deluxe ou un Fender Blues Junior, il a également utilisé un Vox AC30. Ses guitares acoustiques sont composées d'une Maton BG808L, une Maton EBG808TE, une Takamine EAN10C et une Gibson Southern Jumbo.

## Autres Informations
Il a fait une chanson en duo avec Mark Foster (le chanteur du groupe américain Foster the People) du nom de We Can Tell The Truth qui a été jouée au H Studios en Espagne à Barcelone.